# 小川三男
小川 三男（おがわ みつお、1902年1月4日 - 1970年8月24日、別名・小川光生）は、日本の政治家。日本社会党衆議院議員（2期)。兄は衆議院議員を歴任した小川豊明。

## 経歴
千葉県香取郡多古町喜多出身。多古農（現・千葉県立多古高等学校）中退。
夜学生のときに大杉栄に私淑し、1932年の米よこせ運動に参加して逮捕されたほか、1933年には新聞印刷工組合正進会を結成し出版法違反で服役した。
1937年に帰郷し、1938年に香取家禽組合改革に着手。1940年に成田鉄道（現・千葉交通）に入るが、1941年の日米開戦（太平洋戦争）に際して検挙される。
戦後は日本共産党に入り成田町議などをつとめたが、のちに日本社会党に転じる。1964年、兄豊明の地盤であった衆院旧千葉2区補欠選挙に出馬して衆議院議員に初当選し、以来2期務める。在任中は三里塚闘争を支援し、国会でも成田空港問題を数多く取り上げたほか、一坪共有運動や天神峰現闘本部の登記に名義貸しをしていた。
1969年の第32回衆議院議員総選挙で落選、政界を引退した。
1970年死去。

## 著書
- 小山内龍 装幀・挿絵『寓話集 猫のひとりごと』 (組合出版、1947年)